# 波切城
波切城（なきりじょう）は、三重県志摩市大王町波切にあった日本の城。

## 概要
南北朝時代、当地を支配していた土豪の川面氏により海岸段丘を天然の要害とし創築された丘城である。砦と呼ぶ方が相応しい規模であるとし、「波切砦」と呼ばれることがある。なお、この城とは別に、同町内に砦があったことが指摘されている。
勢力拡大を狙い、紀伊国九鬼（現在の三重県尾鷲市九鬼町）より東進を開始した九鬼隆良に貞治年間（1362-1368年）に制圧された。6代目嘉隆が志摩国全域を支配し、1594年（文禄3年）に鳥羽城を築城するまで九鬼氏の根拠地であった。
城跡は公園として整備されているが、当時のものとされるわずかな石垣に面影を残すのみである。

## 参考資料
- 定本三重県の城刊行会編『定本三重県の城』（ 郷土出版社、1991年11月19日）
- 大王町史編さん委員会編集『大王町史』（大王町、1994年8月1日）